# La Higuera
La Higuera és una petita localitat situada al municipi de Pucará al sud de la província de Vallegrande al departament de Santa Cruz (Bolívia), a una distància de 60 km de la ciutat de Vallegrande i a uns 250 quilómetres al sud-oest de Santa Cruz de la Sierra. Està als contraforts de la serralada dels Andes, a una altura de 2.160 m. Deu el seu nom a l'abundant existència, en èpoques passades, de l'arbre del mateix nom, el fruit del qual és la figa.
La comunitat de la Higuera és coneguda pels esdeveniments de l'any 1967, quan un grup de guerrillers comandats per Che Guevara van combatre a les forces de l'exèrcit en el Abra Batán. Aquell octubre, a la batalla de la Quebrada del Churo, El Che va ser ferit i capturat juntament amb un altre company, Willy. Els dos van ser executats el 9 d'octubre a l'escola del poble, on estaven detinguts des del dia anterior.
L'any 2004 es va inaugurar la "Ruta del Che", una destinació turística promoguda pel President Evo Morales i que va des de Santa Cruz a les localitats de Vallegrande i La Higuera, passant pel jaciment inca de Samaipata. La Higuera és una de les parades més importants d'aquesta ruta, i s'hi va erigir un monument al Che i un memorial a l'antiga escola on va morir executat, tot i que poden trobar-se inscripcions i homenatges al guerriller cubanobolivià per tot el poble.